# Maria Kazimiera d’Arquien
Maria Kazimiera de La Grange d’Arquien, znana jako Marysieńka (ur. 28 czerwca 1641 lub wcześniej w Nevers, zm. 30 stycznia 1716 w Blois) – królowa Polski, żona króla Jana III Sobieskiego, starostka brodnicka w latach 1678–1698, starostka gniewska w latach 1696–1699.

## Życiorys
Urodziła się 28 czerwca 1641 lub wcześniej w Nevers, w starym, ale zubożałym rodzie d’Arquien. Była córką – wśród licznego rodzeństwa – francuskiego markiza Henriego Alberta de La Grange d’Arquien, który był skromnym kapitanem w gwardii brata króla Ludwika XIII, księcia Gaston d’Orléans zwanego Monsieur i Franciszki de la Châtre – ochmistrzyni dworu Ludwiki Marii Gonzagi. Tą drogą także i córka została damą dworu Ludwiki Marii, która wkrótce została królową polską, poślubiwszy per procura króla Władysława IV Wazę. Z nią też Maria Kazimiera przybyła do Polski pod koniec 1645, mając 4 lata. Niektórzy z ówczesnych Polaków spekulowali, iż była jej nieślubną córką, brak jednak jakichkolwiek potwierdzających to dowodów – historycy uznają, iż prawdopodobnie były to wyłącznie informacje rozpowszechniane przez przeciwników królowej i opierały się tylko na fakcie obecności małej dziewczynki w jej orszaku. Przyswoiwszy sobie język i kulturę polską, Maria Kazimiera zyskała wśród Polaków przydomek Marysieńka, z którym odtąd kojarzona jest w polskiej historii.
W 1648, wobec trudnej sytuacji w kraju i śmierci króla Władysława IV, owdowiała królowa odesłała siedmioletnią dziewczynkę z powrotem do Francji, gdzie w rodzinnym Nevers przez ok. cztery lata odbywała edukację w szkole klasztornej. Najpóźniej w 1653 powróciła na dwór Ludwiki Marii, która zdołała poślubić nowego króla polskiego, Jana Kazimierza. Tam też, w marcu 1655, podczas jednej z zabaw dworskich towarzyszących obradom sejmu warszawskiego, poznał ją jej przyszły mąż, późniejszy król Polski, Jan Sobieski. Starosta krasnostawski (tytuł ten został przez niego odziedziczony po bracie) zrobił wrażenie na dorastającej pannie, sam zaś zakochał się od pierwszego wejrzenia w ulubienicy królowej. Znajomość pogłębiło przybycie Jana na dwór królewski w 1656 roku. Do oświadczyn i ślubu jednak nie doszło, pomimo więzi miłosnej, jaka już wówczas wytworzyła się między przyszłymi małżonkami.
3 marca 1658 poślubiła wojewodę sandomierskiego Jana Sobiepana Zamoyskiego, z którym miała czworo dzieci (żadne z nich nie dożyło dorosłości). W oczach Ludwiki Marii – faktycznie decydującej o zamążpójściu Marysieńki – Zamoyski był lepszym kandydatem ze względu na dużo większy majątek niż (też zamożny) Sobieski, jak również z uwagi na postawę polityczną: w przeciwieństwie do przyszłego króla, Zamoyski pozostał wierny Janowi Kazimierzowi w pierwszym okresie potopu szwedzkiego. Zamoyski zmarł jednak w kilka lat po ślubie. Po jego śmierci poślubiła (potajemnie) 14 maja i (oficjalnie) 5 lipca 1665 Jana Sobieskiego. Zarówno w opinii współczesnych, jak i historyków było to tzw. „małżeństwo z miłości”, co stanowiło wówczas rzadkość. W związku z drugim mężem urodziła trzynaścioro dzieci, z których tylko czworo osiągnęło dorosłość: Jakub (1667–1737), Teresa Kunegunda (1676–1730), Aleksander (1677–1714) i Konstanty (1680–1726).

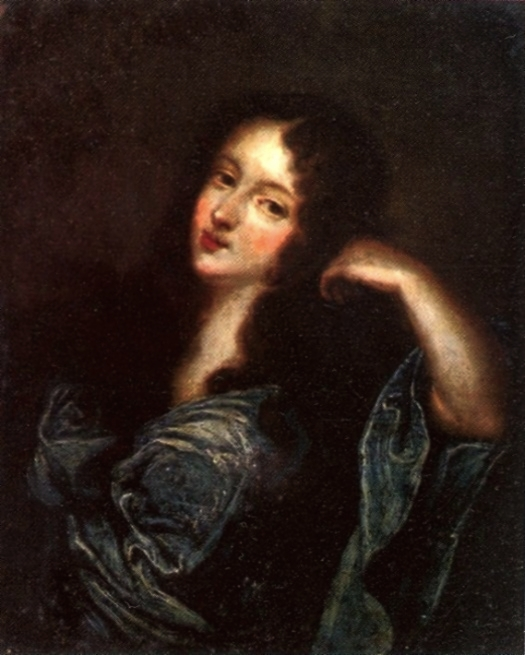
Maria Kazimiera Sobieska

Na królową Polski została koronowana 2 lutego 1676, na Wawelu. Będąc królową wspierała politykę mającą doprowadzić do sojuszu polsko-francuskiego. Zarazem chciała uzyskać od ówczesnego króla Francji Ludwika XIV przywileje dla swojej rodziny. W 1688 roku rozpoczęła się budowa kościoła św. Kazimierza w Warszawie finansowana przez Marię Kazimierę.
Po śmierci Jana III Sobieskiego w 1696 Marysieńka wyjechała z Polski w 1699, udając się do Rzymu, gdzie przebywała z licznym dworem. Zamieszkała tam początkowo w Palazzo Chigi-Odescalchi. Często gościła u kolejnych papieży, najpierw u Innocentego XII (który wcześniej jako nuncjusz udzielił jej ślubu z Sobieskim), następnie u Klemensa XI.
Od 1702 roku siedzibą owdowiałej królowej był usytuowany w centrum miasta, niedaleko kościoła Trinità dei Monti, niewielki Palazzetto Zuccari, zbudowany na początku XVII w. przez Federico Zuccaro. Maria Kazimiera ufundowała tu budowę drewnianego łuku nad via Sistina i nowej pałacowej fasady z balkonem od strony placu przed kościołem. Na jej zlecenie Filippo Juvara wykonał na fasadzie herb Rzeczypospolitej.
Maria Kazimiera, naśladując mecenat artystyczny Krystyny Szwedzkiej realizowany w poprzednim stuleciu, uczyniła ze swej siedziby znaczący ośrodek kultury. W roku 1704 założyła mały prywatny teatr muzyczny, w którym prezentowali rzymskiej szlachcie swoje utwory m.in. Alessandro Scarlatti, a także jego syn, wkrótce nadworny muzyk królowej, Domenico Scarlatti. Dla upamiętnienia zwycięstwa Jana Sobieskiego pod Wiedniem w dniu 12 września 1704 r. wieczorem królowa zorganizowała iluminację drogi do klasztoru na wzgórzu Pincio. Przeszła nią z jej pałacu do klasztoru tłumna, uroczysta procesja, z muzyką i śpiewami. Z 1704 r. pochodzi niewątpliwie oratorium na pięć głosów do tekstu anonimowego poety z muzyką Alessandro Scarlattiego (San Casimiro re di Polonia – Św. Kazimierz król Polski), jednak okoliczności jego wykonania nie zostały jeszcze ustalone.
Tu, po zawarciu w 1706 r. pokoju w Altranstädt, królowa świętowała uwolnienie swych książęcych synów, wziętych do niewoli przez elektora Saksonii Augusta II Mocnego podczas III wojny północnej.
W czerwcu 1714 r. królowa opuściła Rzym (gdzie pozostawiła duże długi), aby udać się do Francji. W Civitavecchia zaokrętowała się na papieską galerę, którą udostępnił jej łaskawie Klemens XI. Jednak Ludwik XIV wydał jej zakaz pojawienia się w Paryżu i Wersalu, choć bezskutecznie składała prośby, pisząc do niego: Chcę być uważana jako prosta wasalka, a nie jak królowa, opuszczając bowiem Rzym, królestwo swe złożyłam u stóp papieskich.
Ostatnie półtora roku życia spędziła w Blois, gdzie w styczniu 1716 zmarła po płukaniu żołądka zarządzonym przez lekarza. Trumnę 2 kwietnia przeniesiono do kaplicy św. Eustachego w kościele św. Zbawiciela w Blois. Natomiast serce złożono w urnie w miejscowym kościele jezuitów (przepadło potem w czasie rewolucji francuskiej). Następnie w 1717 trumna z ciałem Marysieńki spoczęła w warszawskim kościele kapucynów, obok Jana III i stamtąd w 1733 wraz z prochami króla przewieziona została do katedry wawelskiej w Krakowie. Pochowana w krypcie św. Leonarda na Wawelu. Po otwarciu w 1938 roku trumny stwierdzono, że wewnątrz znajdują się szczątki kośćca królowej pomieszane z resztkami zmurszałego drewna (prawdopodobnie z poprzedniej trumny) i resztki zetlałych szat. Na czaszce znajdowała się korona srebrna pozłacana. Sarkofag na trumnę królowej został ufundowany w 1840 roku przez cesarza Austrii i króla Galicji Ferdynanda I, jak głosi inskrypcja na grobowcu.
Jej imię nosiły statki gdańskie Marie, Die Königin von Polen (trzy statki), Maria Casimira Königin von Polen.

## Kontrowersje
Późniejsi publicyści (Kazimierz Waliszewski i Tadeusz Boy-Żeleński) wyolbrzymili jej wpływ na Jana Sobieskiego, w rzeczywistości królowa ułatwiała Sobieskiemu zbliżenie z Francją, ale jej samej nie udało się doprowadzić do sojuszu w 1692 z powodu sprzeciwu Sobieskiego.

## Listy
Królewska para pozostawiła po sobie obfitą korespondencję. Listy miłosne powstały głównie w latach 1665–1683 – w czasie rozstań z Marysieńką, spowodowanych takimi wydarzeniami, jak np. rokosze, wyjazdy Marysieńki do Paryża, kampania wojenna w latach 1675–1676 oraz odsiecz wiedeńska w 1683. W listach tych widoczny jest świat uczuć Sobieskiego i Marysieńki, autentyczne przeżycia kochającej się pary, trudności i problemy ówczesnego świata. Przebywała przez pewien okres w Jarosławiu, zaś jej kochanek Jan, odpoczywając w Woli (teraz Sobieska Wola), gmina Krzczonów, woj. lubelskie na polowaniach miał możliwość spotkania się z nią.

## Galeria

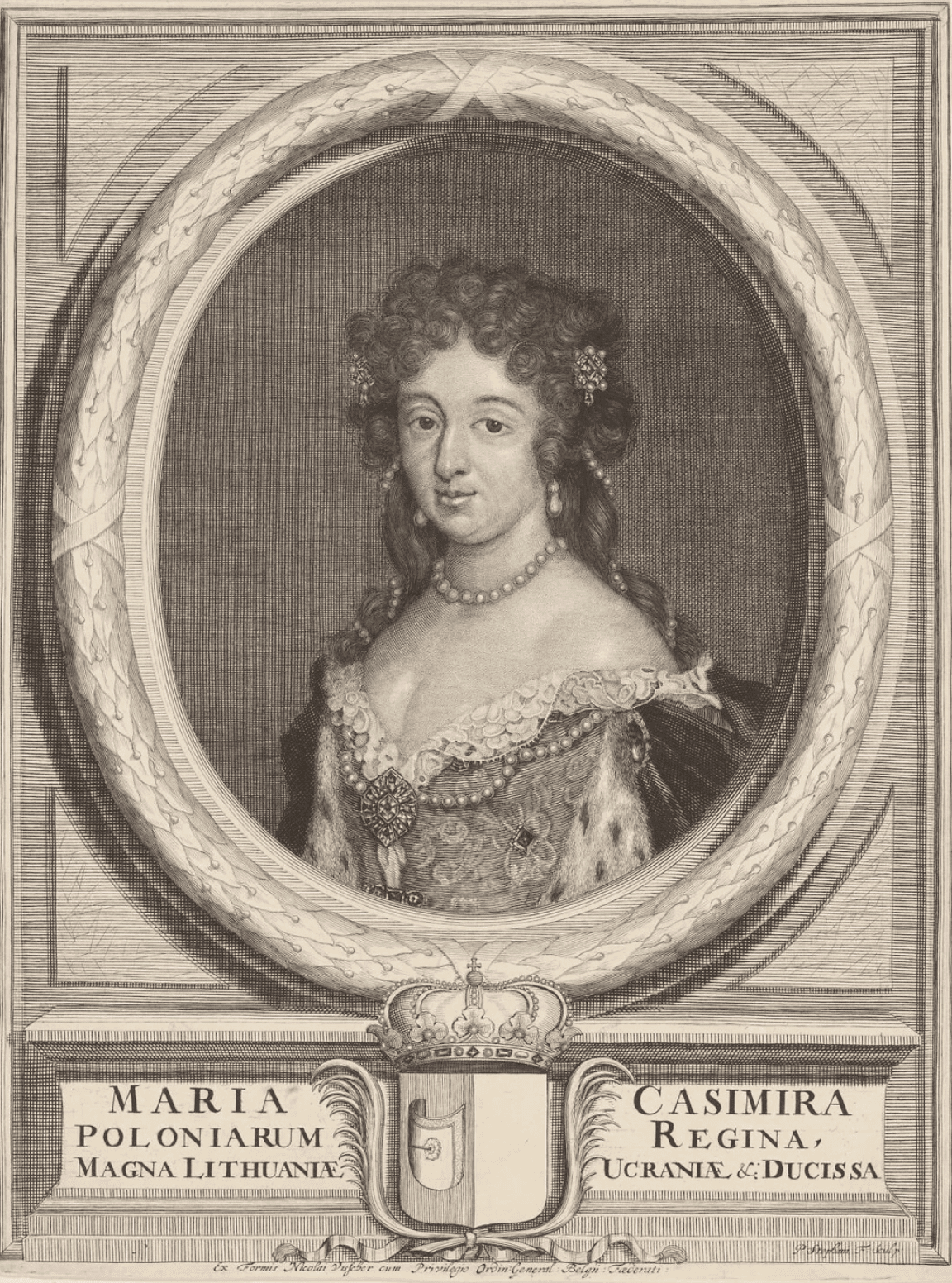
Maria Kazimiera, 1674 roku
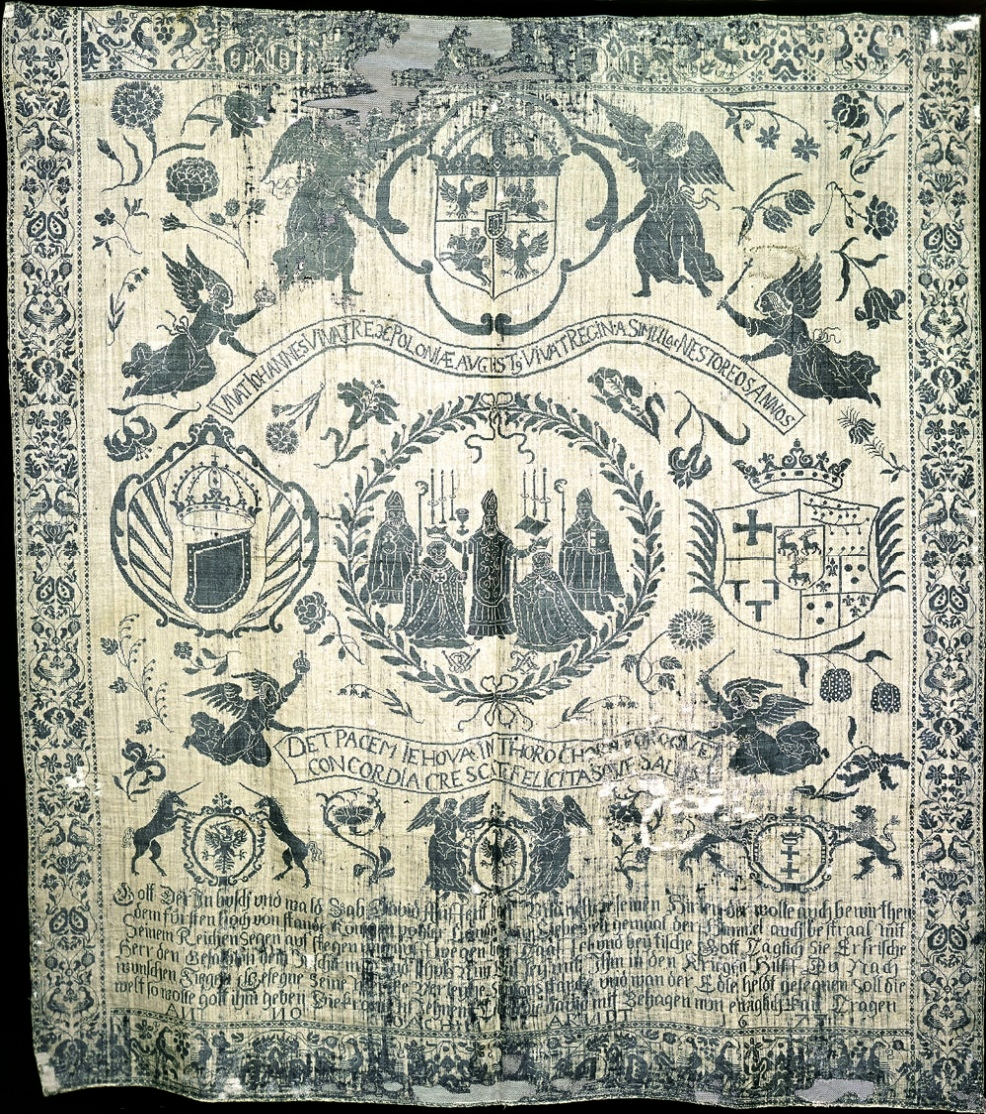
Obrus ze sceną koronacji Jana III Sobieskiego i Marii Kazimiery z 1677 roku
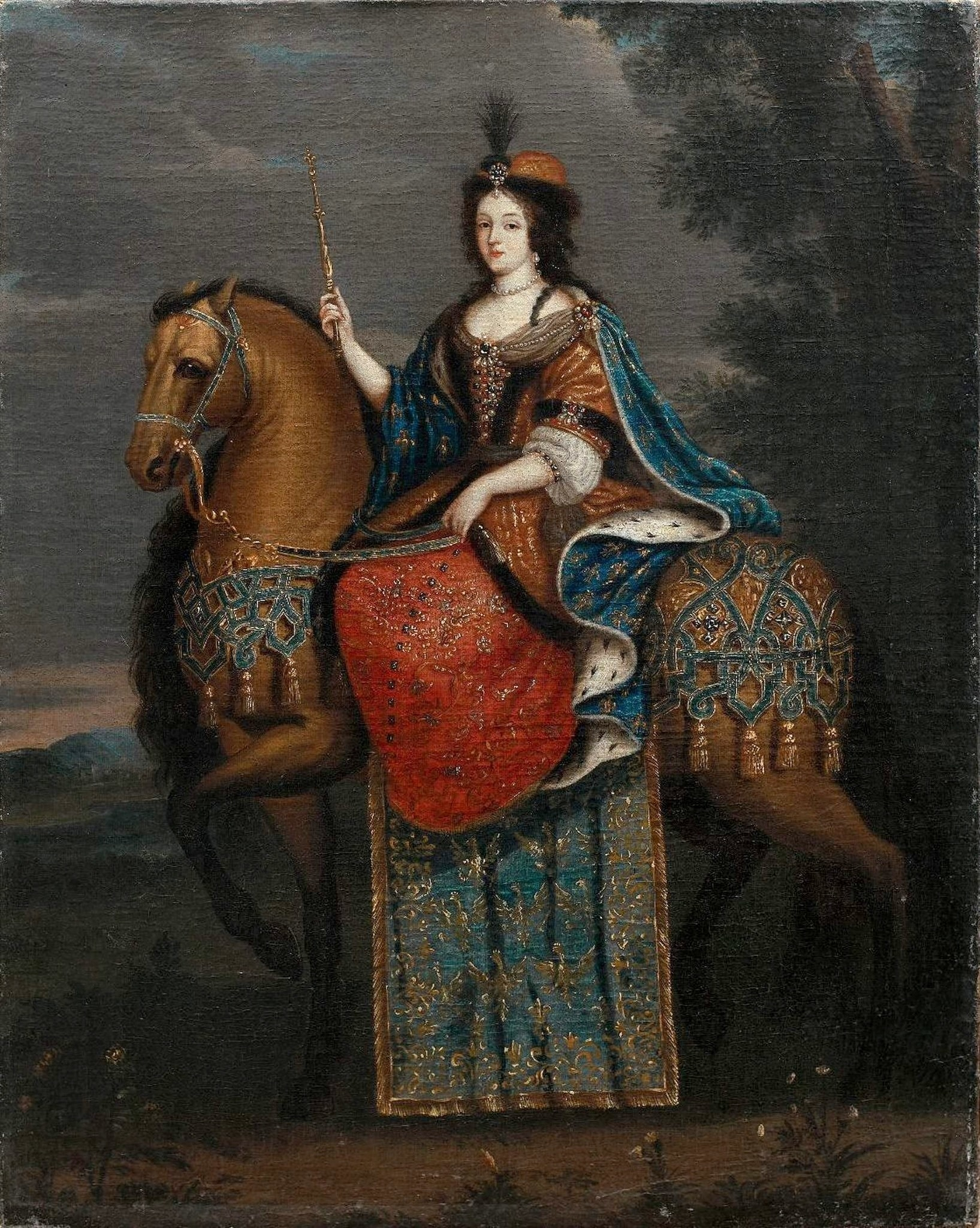
Portret królowej Marii Kazimiery w stroju koronacyjnym na koniu.
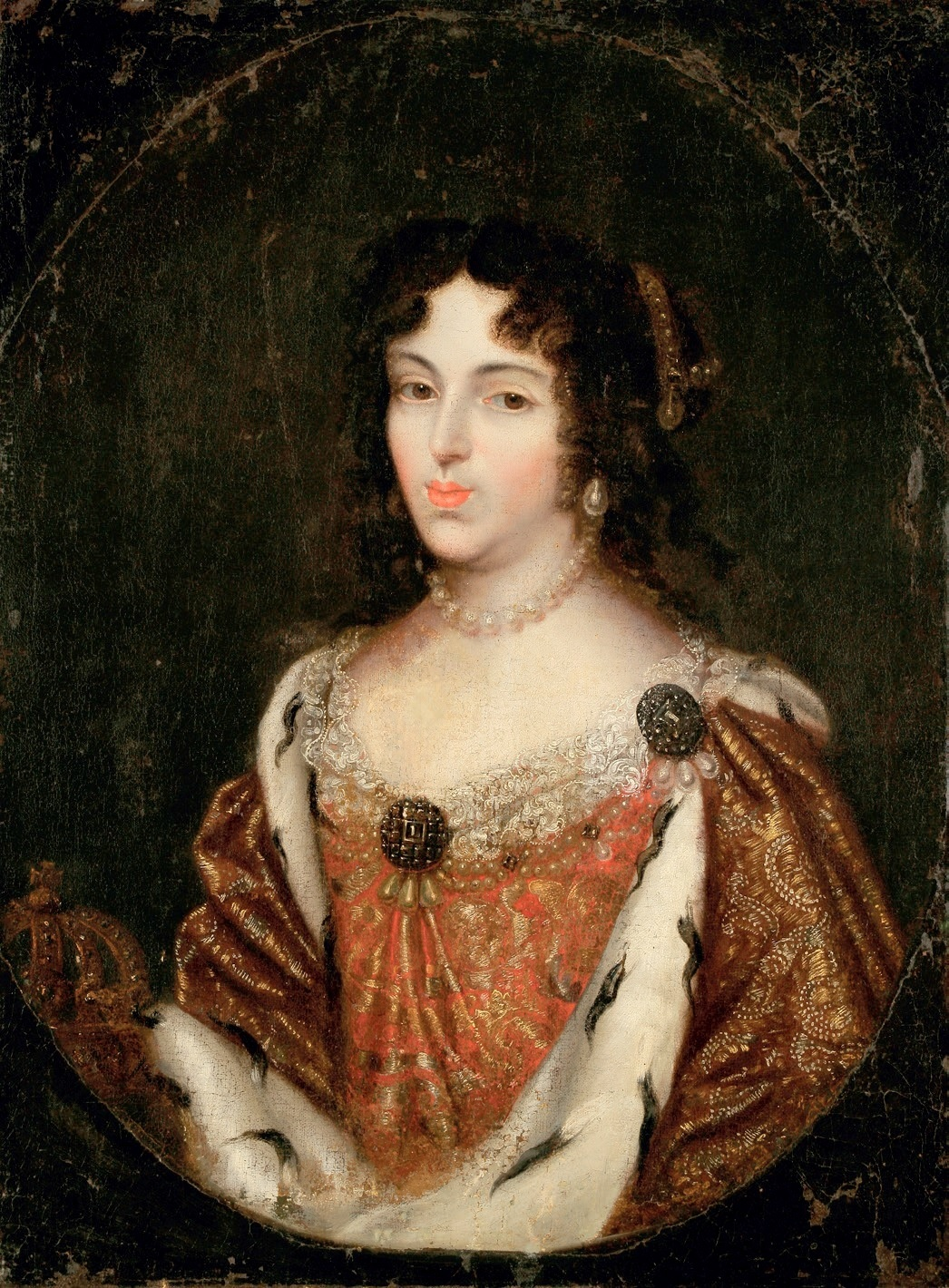
Portret Marii Kazimiery Sobieskiej.
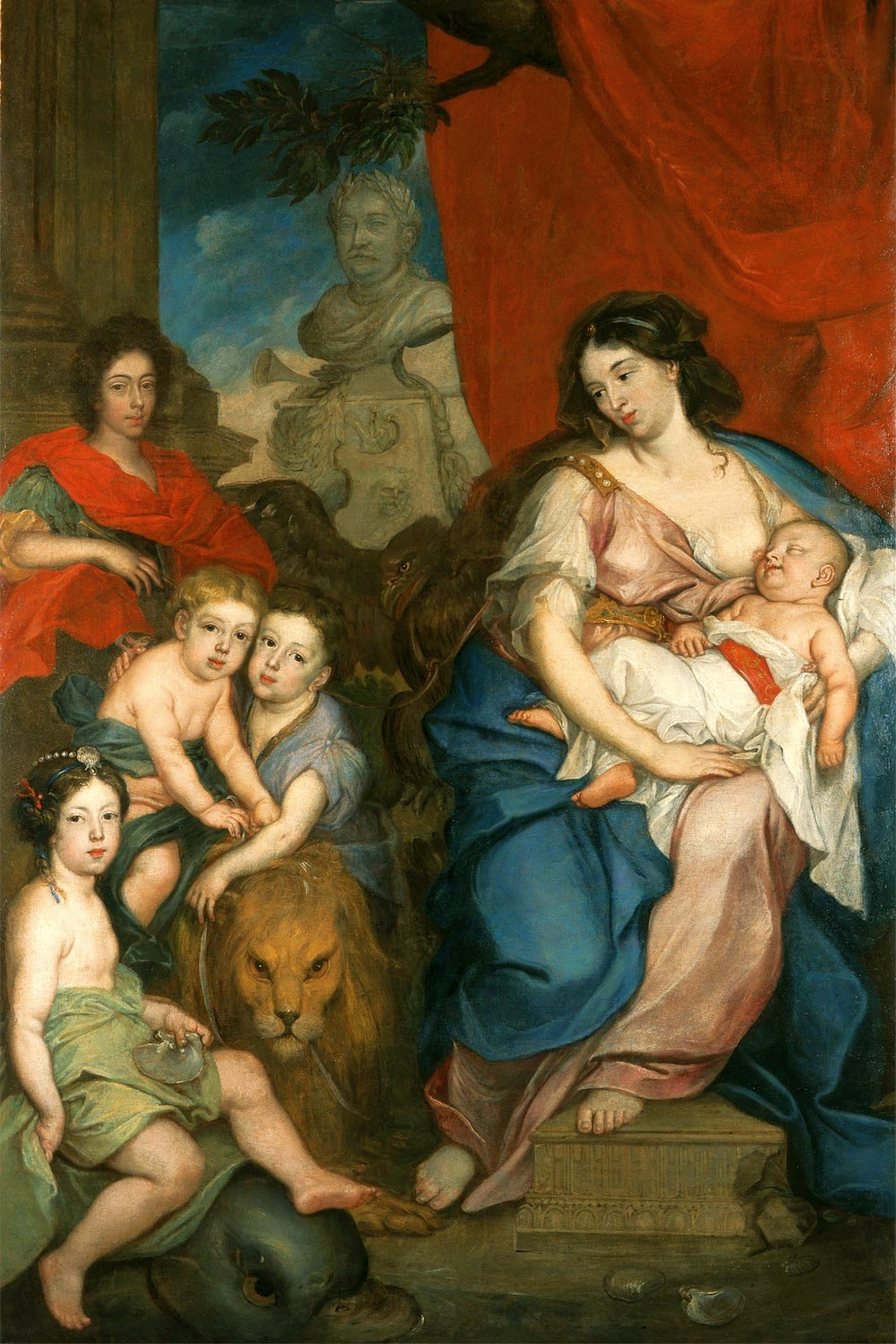
Jerzy Siemiginowski-Eleuter, Portret królowej Marii Kazimiery z dziećmi z 1684 roku
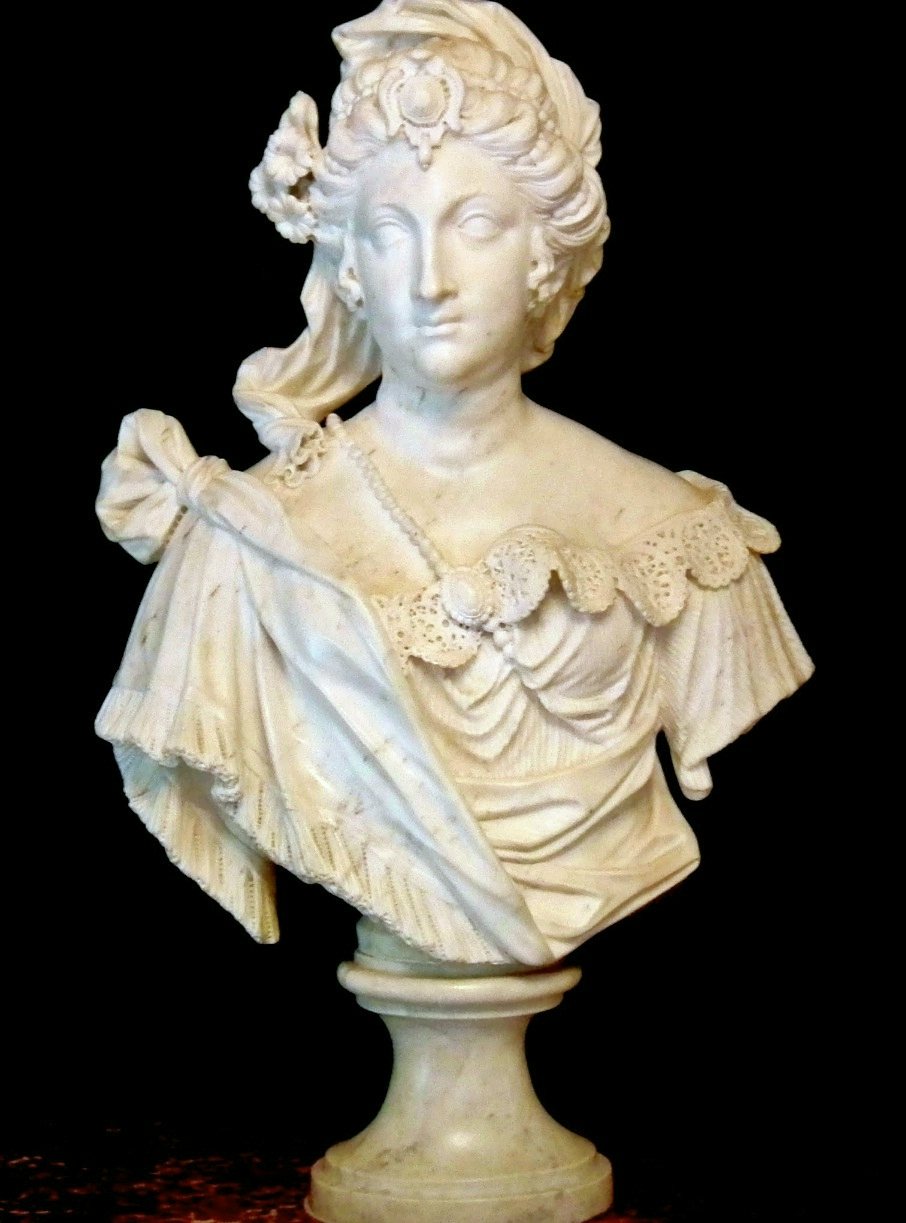
Jacques Prou, Popiersie Marii Kazimiery Sobieskiej.
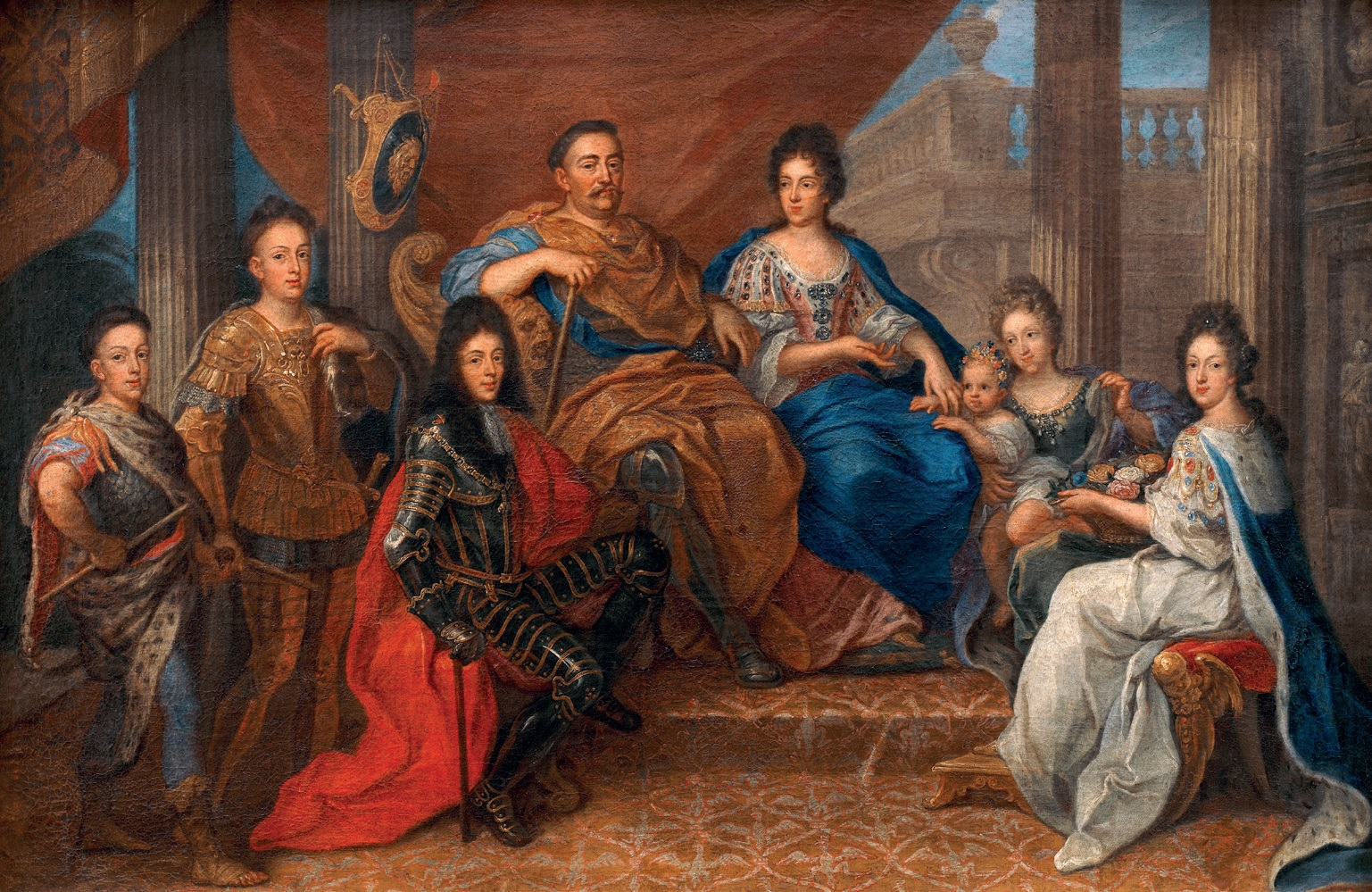
Henri Gascar, Jan III Sobieski z rodziną.
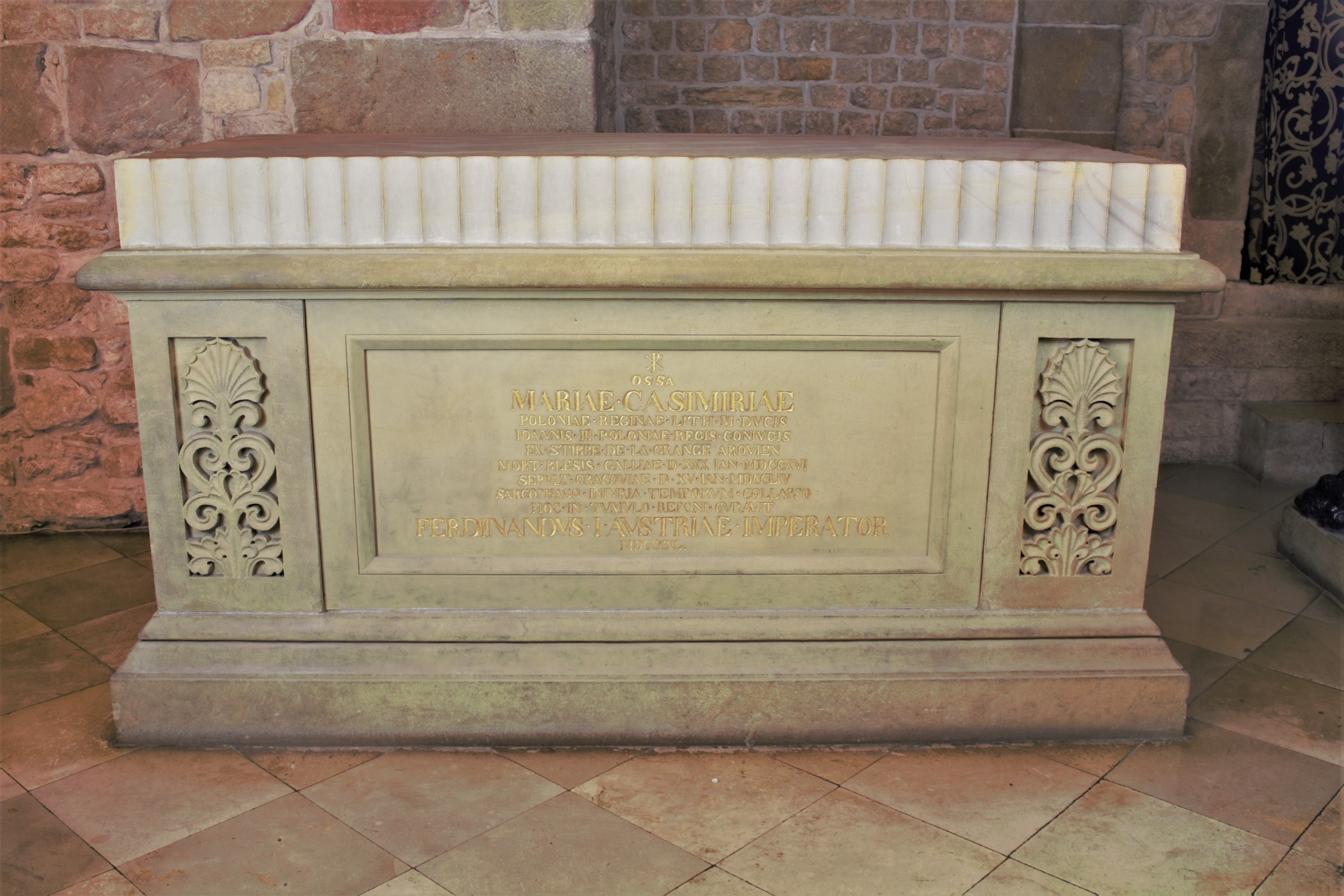
Sarkofag w Krypcie św. Leonarda na Wawelu

## Genealogia
| Antoine de La Grange d’Arquian ur. 1556/1557 zm. 9 V 1626 | Antoine de La Grange d’Arquian ur. 1556/1557 zm. 9 V 1626 |                                                          |                                                          | Anne d’Ancienville ur. 1585 zm. 31 VIII 1650 | Anne d’Ancienville ur. 1585 zm. 31 VIII 1650 |  |  | Baptiste de La Châtre ur. 1550/1551 zm. 1615 | Baptiste de La Châtre ur. 1550/1551 zm. 1615 |                                               |                                               | Gabrielle Lamy ur. ok. 1580 | Gabrielle Lamy ur. ok. 1580 |
|                                                           |                                                           |                                                          |                                                          |                                              |                                              |  |  |                                              |                                              |                                               |                                               |                             |                             |
|                                                           |                                                           |                                                          |                                                          |                                              |                                              |  |  |                                              |                                              |                                               |                                               |                             |                             |
|                                                           |                                                           | Henri de La Grange d’Arquien ur. 8 IX 1613 zm. 24 V 1707 | Henri de La Grange d’Arquien ur. 8 IX 1613 zm. 24 V 1707 |                                              |                                              |  |  |                                              |                                              | Françoise de La Châtre ur. 1613/1615 zm. 1672 | Françoise de La Châtre ur. 1613/1615 zm. 1672 |                             |                             |
|                                                           |                                                           |                                                          |                                                          |                                              |                                              |  |  |                                              |                                              |                                               |                                               |                             |                             |
|                                                           |                                                           |                                                          |                                                          |                                              |                                              |  |  |                                              |                                              |                                               |                                               |                             |                             |
|                                                           |                                                           |                                                          |                                                          |                                              |                                              |  |  |                                              |                                              |                                               |                                               |                             |                             |

|                                                                   |                                                                   | 1 Jan Sobiepan Zamoyski ur. 9 IV 1627 zm. 7 IV 1665      | 1 Jan Sobiepan Zamoyski ur. 9 IV 1627 zm. 7 IV 1665      | Maria Kazimiera d’Arquien ur. 28 VI 1641 lub wcześniej zm. 30 I 1716 | Maria Kazimiera d’Arquien ur. 28 VI 1641 lub wcześniej zm. 30 I 1716 | 2 Jan III Sobieski ur. 17 VIII 1629 zm. 17 VI 1696 OO 5 VII 1665 (ślub tajny 14 V 1665) | 2 Jan III Sobieski ur. 17 VIII 1629 zm. 17 VI 1696 OO 5 VII 1665 (ślub tajny 14 V 1665) |                                                          |                                                          |
|                                                                   |                                                                   |                                                          |                                                          |                                                                      |                                                                      |                                                                                         |                                                                                         |                                                          |                                                          |
|                                                                   |                                                                   |                                                          |                                                          |                                                                      |                                                                      |                                                                                         |                                                                                         |                                                          |                                                          |
|                                                                   |                                                                   |                                                          |                                                          |                                                                      |                                                                      |                                                                                         |                                                                                         |                                                          |                                                          |
| Ludwika Maria Zamoyska ur. IV 1659 zm. V 1659                     | Ludwika Maria Zamoyska ur. IV 1659 zm. V 1659                     | NN Zamoyski ur. I 1660 zm. I 1660                        | NN Zamoyski ur. I 1660 zm. I 1660                        | Katarzyna Barbara Zamoyska ur. 5 XII 1660 zm. XII 1662               | Katarzyna Barbara Zamoyska ur. 5 XII 1660 zm. XII 1662               | NN Zamoyska ur. V 1664 zm. VIII 1664                                                    | NN Zamoyska ur. V 1664 zm. VIII 1664                                                    | Jakub Ludwik Sobieski ur. 2 XI 1667 zm. 19 XII 1737      | Jakub Ludwik Sobieski ur. 2 XI 1667 zm. 19 XII 1737      |
|                                                                   |                                                                   |                                                          |                                                          |                                                                      |                                                                      |                                                                                         |                                                                                         |                                                          |                                                          |
| NN Sobieska ur. 9 V 1669 zm. 9 V 1669                             | NN Sobieska ur. 9 V 1669 zm. 9 V 1669                             | NN Sobieska ur. 9 V 1669 zm. 9 V 1669                    | NN Sobieska ur. 9 V 1669 zm. 9 V 1669                    | Teresa Teofila Sobieska ur. X 1670 zm. X 1670                        | Teresa Teofila Sobieska ur. X 1670 zm. X 1670                        | Adelajda Ludwika Sobieska ur. 15 X 1672 zm. 10 II 1677                                  | Adelajda Ludwika Sobieska ur. 15 X 1672 zm. 10 II 1677                                  | Maria Teresa Sobieska ur. 18 X 1673 zm. 7 XII 1675       | Maria Teresa Sobieska ur. 18 X 1673 zm. 7 XII 1675       |
|                                                                   |                                                                   |                                                          |                                                          |                                                                      |                                                                      |                                                                                         |                                                                                         |                                                          |                                                          |
| NN Sobieska ur. X 1674 zm. X 1674                                 | NN Sobieska ur. X 1674 zm. X 1674                                 | Teresa Kunegunda Sobieska ur. 4 III 1676 zm. 10 III 1730 | Teresa Kunegunda Sobieska ur. 4 III 1676 zm. 10 III 1730 | Aleksander Benedykt Sobieski ur. 6 IX 1677 zm. 19 XI 1714            | Aleksander Benedykt Sobieski ur. 6 IX 1677 zm. 19 XI 1714            | NN Sobieska ur. 13 XI 1678 zm. 13 XI 1678                                               | NN Sobieska ur. 13 XI 1678 zm. 13 XI 1678                                               | Konstanty Władysław Sobieski ur. 1 V 1680 zm. 28 II 1726 | Konstanty Władysław Sobieski ur. 1 V 1680 zm. 28 II 1726 |
|                                                                   |                                                                   |                                                          |                                                          |                                                                      |                                                                      |                                                                                         |                                                                                         |                                                          |                                                          |
| dziecko ur. na przełomie 1681 i 1682 zm. na przełomie 1681 i 1682 | dziecko ur. na przełomie 1681 i 1682 zm. na przełomie 1681 i 1682 | Jan Sobieski ur. 4 VI 1683 zm. (przed 12 IV) 1685        | Jan Sobieski ur. 4 VI 1683 zm. (przed 12 IV) 1685        |                                                                      |                                                                      |                                                                                         |                                                                                         |                                                          |                                                          |

## Przodkowie
|  |                                             |  |  |  |  |  |  |  |  |  |  |  |  |
|  | Karol de La Grange d’Arquian de Montigny    |  |  |  |  |  |  |  |  |  |  |  |  |
|  |                                             |  |  |  |  |  |  |  |  |  |  |  |  |
|  |                                             |  |  |  |  |  |  |  |  |  |  |  |  |
|  | Antoni de La Grange d’Arquien               |  |  |  |  |  |  |  |  |  |  |  |  |
|  |                                             |  |  |  |  |  |  |  |  |  |  |  |  |
|  |                                             |  |  |  |  |  |  |  |  |  |  |  |  |
|  | Ludwika de Rochechouart de Boiteaux         |  |  |  |  |  |  |  |  |  |  |  |  |
|  |                                             |  |  |  |  |  |  |  |  |  |  |  |  |
|  |                                             |  |  |  |  |  |  |  |  |  |  |  |  |
|  | Henryk Albert de la Grange d’Arquien        |  |  |  |  |  |  |  |  |  |  |  |  |
|  |                                             |  |  |  |  |  |  |  |  |  |  |  |  |
|  |                                             |  |  |  |  |  |  |  |  |  |  |  |  |
|  | Ludwik d’ Ancienville de Révillon           |  |  |  |  |  |  |  |  |  |  |  |  |
|  |                                             |  |  |  |  |  |  |  |  |  |  |  |  |
|  |                                             |  |  |  |  |  |  |  |  |  |  |  |  |
|  | Anna d’Ancienville                          |  |  |  |  |  |  |  |  |  |  |  |  |
|  |                                             |  |  |  |  |  |  |  |  |  |  |  |  |
|  |                                             |  |  |  |  |  |  |  |  |  |  |  |  |
|  | Franciszka de La Platière d’Epoisses        |  |  |  |  |  |  |  |  |  |  |  |  |
|  |                                             |  |  |  |  |  |  |  |  |  |  |  |  |
|  |                                             |  |  |  |  |  |  |  |  |  |  |  |  |
|  | Maria Kazimiera d’Arquien                   |  |  |  |  |  |  |  |  |  |  |  |  |
|  |                                             |  |  |  |  |  |  |  |  |  |  |  |  |
|  |                                             |  |  |  |  |  |  |  |  |  |  |  |  |
|  | Jan de La Châtre de Bruillebault            |  |  |  |  |  |  |  |  |  |  |  |  |
|  |                                             |  |  |  |  |  |  |  |  |  |  |  |  |
|  |                                             |  |  |  |  |  |  |  |  |  |  |  |  |
|  | Jan Chrzciciel de La Châtre de Bruillebault |  |  |  |  |  |  |  |  |  |  |  |  |
|  |                                             |  |  |  |  |  |  |  |  |  |  |  |  |
|  |                                             |  |  |  |  |  |  |  |  |  |  |  |  |
|  | Małgorzata de Cluys                         |  |  |  |  |  |  |  |  |  |  |  |  |
|  |                                             |  |  |  |  |  |  |  |  |  |  |  |  |
|  |                                             |  |  |  |  |  |  |  |  |  |  |  |  |
|  | Franciszka de La Châtre                     |  |  |  |  |  |  |  |  |  |  |  |  |
|  |                                             |  |  |  |  |  |  |  |  |  |  |  |  |
|  |                                             |  |  |  |  |  |  |  |  |  |  |  |  |
|  | Bonawentura Lamy de Chasteauguillon         |  |  |  |  |  |  |  |  |  |  |  |  |
|  |                                             |  |  |  |  |  |  |  |  |  |  |  |  |
|  |                                             |  |  |  |  |  |  |  |  |  |  |  |  |
|  | Gabriela Lamy                               |  |  |  |  |  |  |  |  |  |  |  |  |
|  |                                             |  |  |  |  |  |  |  |  |  |  |  |  |
|  |                                             |  |  |  |  |  |  |  |  |  |  |  |  |
|  | Ludwika de La Marche                        |  |  |  |  |  |  |  |  |  |  |  |  |
|  |                                             |  |  |  |  |  |  |  |  |  |  |  |  |
|  |                                             |  |  |  |  |  |  |  |  |  |  |  |  |